# Râul Largul
Râul Largul este un curs de apă, afluent al râului Izvorul. 